# ناثان ويبر
ناثان ويبر (بالإنجليزية: Nathan Weber)‏ هو عسكري أمريكي، ولد في 1 فبراير 1987 في دنفر في الولايات المتحدة.

## روابط خارجية
- ناثان ويبر على موقع أوليمبيديا (الإنجليزية)